# Китраль, Рене
Анхель Рене Китра́ль Энсина (исп. Ángel René Quitral Encina; 15 сентября 1924, Нуньоа, Сантьяго — 27 ноября 1982, Вальпараисо) — чилийский футболист и футбольный тренер, играл на позиции вратаря. Участник чемпионата мира 1950 года.

## Биография

### Клубная карьера
В общей сложности в течение шести сезонов Китраль играл за «Бадминтон». В 1945 году в течение одного сезона он играл за «Сантьяго Насьональ». В 1949 году стал игроком «Сантьяго Уондерерс», за который отыграл шесть сезонов.
В 1955 году перешёл в "Сан-Луис из Кильоты. В составе этого клуба отыграл четыре сезона и в 1958 году закончил карьеру.

### Карьера в сборной
Дебютировал за сборную Чили 9 апреля 1950 года в матче со сборной Уругвая — сборная Чили одержала победу со счётом 2:1. Был в заявке сборной на чемпионате мира 1950 года, но на поле не выходил. Всего за сборную Чили сыграл 7 матчей.

### Тренерская карьера
В 1960-годы работал главным тренером «Сан-Луиса Кильоты».

### Смерть
Скончался 27 ноября 1982 года в возрасте 58 лет.